# دهستان کوهیلا
دهستان کوهیلا (به لاتین: Kohila Parish) یک دهستان در استونی است که در شهرستان راپلا واقع شده‌است.

## خصوصیات
دهستان کوهیلا ۲۳۰٫۲۰ کیلومترمربع مساحت و ۵٬۹۲۵ نفر جمعیت دارد.